# René Bougnol
René Bougnol (* 7. Januar 1911 in Montpellier; † 20. Juni 1956 ebenda) war ein französischer Fechter.

## Erfolge
René Bougnol wurde 1947 in Lissabon und 1951 in Stockholm mit der Florett-Mannschaft Weltmeister, zudem gewann er 1951 auch den Titel mit der Degen-Mannschaft. Zwischen 1930 und 1950 wurde er darüber hinaus neunmal Vizeweltmeister, darunter 1949 in Kairo auch einmalig im Einzel. Bougnol nahm an vier Olympischen Spielen teil: 1932 belegte er in Los Angeles den achten Platz im Einzel und zog mit der Mannschaft in die Finalrunde ein. Dort kam es zum Stechen gegen Italien und die Vereinigten Staaten, in dem sich Frankreich jeweils durchsetzte. Gemeinsam mit René Bondoux, Philippe Cattiau, Édward Gardère, René Lemoine und Jean Piot wurde er somit Olympiasieger. Die Olympischen Spiele 1936 in Berlin beendete er mit der Mannschaft auf dem Silberrang, nachdem sich die französische Equipe in der Finalrunde dieses Mal gegen Italien geschlagen geben musste. Bei den Olympischen Spielen 1948 in London erreichte er mit der Mannschaft ungeschlagen erneut die Finalrunde, in der die französische Equipe ebenfalls sämtliche Partien gewann und vor Italien und Belgien den ersten Platz belegte. Neben Jacques Coutrot, Jéhan Buhan, Christian d’Oriola, Jacques Lataste und Adrien Rommel wurde er erneut Olympiasieger. Die Einzelkonkurrenz schloss er auf dem fünften Rang ab. 1952 verpasste Bougnol in Helsinki sowohl im Einzel als auch mit der Mannschaft den Einzug in die Finalrunde. Im Gegensatz zu den Teilnahmen 1932, 1936 und 1948 trat er dabei mit dem Degen an.
Ein Sportpalast in seiner Heimatstadt Montpellier wurde nach René Bougnol benannt.